# Gao Hongxia
Gao Hongxia (chinesisch 高宏霞 Gāo Hóngxiá; * 7. Dezember 1973) ist eine ehemalige chinesische Fußballspielerin.

## Karriere
Mit der chinesischen A-Nationalmannschaft nahm sie an der Weltmeisterschaft 1999 teil. Hier kam sie aber nicht zum Einsatz. Beim Turnier der Asienspiele 2002 erzielte sie beim 4:1-Sieg über Vietnam dann ein Tor. Ebenso gehörte sie auch bei der Weltmeisterschaft 2003 zum Kader der Mannschaft. Jedoch kam sie hier ebenfalls nicht zu Einsatzzeit.